# Хартман (Колорадо)
Хартман (енгл. Hartman) град је у америчкој савезној држави Колорадо.

## Демографија
По попису из 2010. године број становника је 81, што је 30 (-27,0%) становника мање него 2000. године.
| Група             | 2000.      | 2010.      |
| Белци             | 69 (62,2%) | 60 (74,1%) |
| Афроамериканци    | 0 (0,0%)   | 0 (0,0%)   |
| Азијати           | 0 (0,0%)   | 0 (0,0%)   |
| Хиспаноамериканци | 41 (36,9%) | 21 (25,9%) |
| Укупно            | 111        | 81         |